# Gran Premio del Brasile 2016
Il Gran Premio del Brasile 2016 è stata la ventesima prova della stagione 2016 del campionato mondiale di Formula 1. La gara si è corsa domenica 13 novembre sul circuito di Interlagos, a San Paolo del Brasile, ed è stata vinta dal britannico Lewis Hamilton su Mercedes, al cinquantaduesimo successo in carriera; Hamilton ha preceduto all'arrivo il compagno di squadra, il tedesco Nico Rosberg, e l'olandese Max Verstappen, su Red Bull Racing-TAG Heuer.

## Vigilia

### Sviluppi futuri
La Williams nomina, per la stagione 2017, il diciottenne Lance Stroll al posto di Valtteri Bottas. Il canadese si è aggiudicato la F4 italiana nel 2014, e la F3 europea nel 2016. Jolyon Palmer è confermato alla Renault; nel 2017 farà coppia con Nico Hülkenberg. Il pilota danese Kevin Magnussen lascia il team francese, per accasarsi alla Haas, dove viene confermato Romain Grosjean.
Alla Force India, al posto di Hülkenberg, viene ingaggiato il pilota della Manor Esteban Ocon.
La Petrobras, fornitrice del carburante alla Williams, comunica che non proseguirà ad appoggiare il team britannico nella stagione successiva.

### Analisi per il campionato piloti
Nico Rosberg, a due gare dalla fine, comanda la graduatoria, con 19 punti di margine sul compagno di scuderia, Lewis Hamilton. Il tedesco si è aggiudicato 9 gare, contro le 8 del britannico.
Per aggiudicarsi il suo primo titolo, già nella gara del Brasile, Rosberg deve:
- vincere;
- giungere secondo con Hamilton non meglio di quinto;
- giungere terzo con Hamilton non meglio di sesto;
- giungere quarto con Hamilton non meglio di ottavo;
- giungere quinto con Hamilton non meglio di nono;
- giungere sesto con Hamilton non meglio di decimo;

La Mercedes si è già aggiudicata il titolo costruttori.

### Aspetti tecnici
Per questa gara la Pirelli, fornitrice unica degli pneumatici porta gomme di mescola dura, media e morbida. Un extra set di quest'ultimo tipo di coperture sarà attribuito ai piloti che accedono alla Q3. Andrà restituito al termine delle qualifiche.
La Federazione indica due zone per l'attivazione del DRS: la prima è fissata sulla Reta Oposta, con rilevazione del distacco fra piloti posta alla S do Senna; l'altra è posta sul rettilineo d'arrivo e il detection point è stabilito alla curva 13.
Nel corso della prima sessione di prove libere sulle vetture di Kimi Räikkönen e di Jolyon Palmer viene testato l'Halo, la protezione per la testa dei piloti.

### Aspetti sportivi
L'avvenire del Gran Premio è messo in dubbio dalla situazione finanziaria del Brasile; per tale ragione, nei giorni precedenti la gara, Bernie Ecclestone incontra il presidente del Brasile Michel Temer.
A seguito degli insulti rivolti da Sebastian Vettel, nel corso del Gran Premio del Messico, a Charlie Whiting, direttore di gara, per la mancata richiesta a Max Verstappen, di cedergli la posizione, dopo un tentativo di sorpasso, è stato ipotizzato che il pilota della Ferrari potesse venir escluso dal Gran Premio del Brasile. Il pilota è stato messo sotto indagine, da parte della FIA, che però non ha preso provvedimenti. La scuderia italiana ha comunque chiesto la revisione del risultato del Gran Premio del Messico, giudicando che, la presenza di nuovi elementi di giudizio, possa far modificare la penalizzazione inflitta a Vettel, che lo ha fatto retrocedere al quinto posto della classifica. Il ricorso è stato respinto; la scuderia aveva annunciato la volontà di presentare un ulteriore appello, poi lasciato decadere.
La Williams, e il suo principale sponsor, la Martini, dedicano la livrea della monoposto, per questa gara, a Felipe Massa, che ha deciso di abbandonare la categoria, al termine della stagione. La McLaren festeggia il suo ottocentesimo Gran Premio nel mondiale di Formula 1.
Mika Salo è nominato commissario aggiunto per la gara, da parte della FIA. L'ex pilota di Formula 1 ha già svolto, in passato, tale funzione, l'ultima all'edizione 2015 del Gran Premio del Brasile.
Nella prima sessione di prove libere del venerdì il monegasco Charles Leclerc ha preso il posto, sulla Haas, di Esteban Gutiérrez, mentre il russo Sergej Sirotkin ha utilizzato la Renault di Kevin Magnussen.

## Prove

### Resoconto
Nella prima sessione di prove libere del venerdì Lewis Hamilton ha ottenuto il miglior tempo, precedendo di soli 96 millesimi Max Verstappen; al terzo posto di è classificato Nico Rosberg, anche lui molto vicino al britannico, davanti all'altro pilota della Red Bull Racing, Daniel Ricciardo. Le Ferrari sono più indietro nella graduatoria, avendo testato le gomme di mescola media. Sebastian Vettel è stato ancora autore di un testacoda. Si è riproposto il problema delle forature alla Toro Rosso, mentre Sergej Sirotkin ha potuto compiere solo pochi giri, per un guasto alla power unit.
Nella seconda sessione Hamilton ha confermato di essere il pilota più veloce, precedendo, in questo caso il suo compagno di scuderia, Rosberg. Le Mercedes hanno ottenuto questo tempo con pneumatici supermorbidi, e si sono dimostrate competitive anche nella simulazione di gran premio. A differenza della sessione del mattino, con pista molto più calda, al terzo e quarto posto si sono installate le due Williams di Valtteri Bottas e Felipe Massa: le vetture inglesi sono meno performanti nella simulazione di gara.
Le Red Bull hanno ancora preceduto le Ferrari: Vettel ha visto staccarsi una parte aerodinamica, dopo essere salito su un cordolo, mentre Räikkönen ha evidenziato un surriscaldamento di una pinza dei freni, a causa di una visiera a strappo, infilatasi nel condotto di raffreddamento. Problemi invece all'ERS sulla McLaren di Fernando Alonso. Al termine della sessione Kimi Räikkönen è stato scagionato dai commissari per un sorpasso su Carlos Sainz Jr., e successivo taglio della traiettoria, per il rientro ai box. I giudici hanno considerato la manovra come non pericolosa.
La sessione del sabato inizia con una leggera pioggia, che però non costringe i piloti a montare gomme da bagnato. Il più veloce è Nico Rosberg, che precede di pochi millesimi il compagno di team Lewis Hamilton. Al terzo posto si è classificato Sebastian Vettel, staccato di due decimi dal connazionale. La Ferrari ha utilizzato la possibilità di lavorare nelle ore serali, per modificare l'assetto delle sue monoposto. Dietro alle due vetture italiane si sono portate, in graduatoria, le due Red Bull Racing, che hanno però ottenuto i migliori tempi nella fase iniziale della sessione. Problemi tecnici hanno afflitto Jenson Button e, soprattutto, Marcus Ericsson, che di fatto ha compiuto solo il giro d'installazione. Da questa sessione, sulla base dei dati raccolti nelle sessioni del venerdì, la Pirelli ha deciso di ridurre la pressione degli pneumatici posteriori. Al termine delle prove viene concesso alla Mercedes di spostare la piazzola di sosta per le vetture, al fine di evitare un avvallamento nella corsia dei box.

### Risultati
Nella prima sessione del venerdì si è avuta questa situazione:
| Pos | Nº | Pilota         | Costruttore               | Tempo    | Gap    | Giri |
| --- | -- | -------------- | ------------------------- | -------- | ------ | ---- |
| 1   | 44 | Lewis Hamilton | Mercedes                  | 1'11"895 |        | 32   |
| 2   | 33 | Max Verstappen | Red Bull Racing-TAG Heuer | 1'11"991 | +0"096 | 29   |
| 3   | 6  | Nico Rosberg   | Mercedes                  | 1'12"125 | +0"230 | 26   |

Nella seconda sessione del venerdì si è avuta questa situazione:
| Pos | Nº | Pilota          | Costruttore       | Tempo    | Gap    | Giri |
| --- | -- | --------------- | ----------------- | -------- | ------ | ---- |
| 1   | 44 | Lewis Hamilton  | Mercedes          | 1'12"271 |        | 41   |
| 2   | 6  | Nico Rosberg    | Mercedes          | 1'12"301 | +0"030 | 40   |
| 3   | 77 | Valtteri Bottas | Williams-Mercedes | 1'12"761 | +0"490 | 47   |

Nella sessione del sabato mattina si è avuta questa situazione:
| Pos | Nº | Pilota           | Costruttore | Tempo    | Gap    | Giri |
| --- | -- | ---------------- | ----------- | -------- | ------ | ---- |
| 1   | 6  | Nico Rosberg     | Mercedes    | 1'11"740 |        | 19   |
| 2   | 44 | Lewis Hamilton   | Mercedes    | 1'11"833 | +0"093 | 21   |
| 3   | 5  | Sebastian Vettel | Ferrari     | 1'11"959 | +0"219 | 14   |

## Qualifiche

### Resoconto
Le qualifiche si svolgono con pista asciutta. Già nei primi istanti della prima sessione però le due Mercedes affrontano la pista, per assicurarsi il passaggio alla fase seguente. Lewis Hamilton precede di tre decimi Nico Rosberg. Solo Max Verstappen, oltre ai due piloti della scuderia tedesca, ottiene un tempo inferiore al minuto e dodici secondi. Sono eliminati, al termine della sessione, le due Manor, le due Sauber, Jenson Button e Kevin Magnussen.
Nella seconda fase si vede anche una leggerissima pioggia, che però non incide sulle prestazioni dei piloti. Per evitare però problemi col meteo, nuovamente le due Mercedes affrontano subito il tracciato. Anche in Q2 Hamilton precede Rosberg: Verstappen si conferma col terzo tempo. La lotta per il passaggio alla fase decisiva si fa intensa negli ultimi istanti: risultano eliminati i piloti della Scuderia Toro Rosso, quelli della Williams, Jolyon Palmer ed Esteban Gutiérrez.
Nella fase decisiva Lewis Hamilton si porta subito sotto il muro del minuto e undici, con Rosberg, veloce nei primi due settori, staccato di un decimo e mezzo. Max Verstappen è terzo, davanti a Sebastian Vettel, Daniel Ricciardo e Kimi Räikkönen. Col secondo tentativo sia Rosberg che Hamilton sono capaci di migliorarsi, ma il britannico resta primo. Dietro, invece, Kimi Räikkönen scala al terzo posto. Hamilton ottiene la sessantesima pole position nel mondiale; questa è la diciannovesima in stagione per la Mercedes, che così fa segnare un nuovo record per un costruttore. Con questo risultato Hamilton si è anche aggiudicato matematicamente il Trofeo Pole FIA.
Al termine delle qualifiche Esteban Ocon è penalizzato di tre posizioni sulla griglia, per aver ostacolato Jolyon Palmer, nel corso della prima fase delle qualifiche. Il francese (al quale vengono tolti due punti sulla superlicenza), essendosi qualificato ventesimo, parte ventiduesimo e ultimo.

### Risultati
Nella sessione di qualifica si è avuta questa situazione:
| Pos                         | Nº | Pilota            | Costruttore               | Q1       | Q2       | Q3       | Griglia |
| --------------------------- | -- | ----------------- | ------------------------- | -------- | -------- | -------- | ------- |
| 1                           | 44 | Lewis Hamilton    | Mercedes                  | 1'11"511 | 1'11"238 | 1'10"736 | 1       |
| 2                           | 6  | Nico Rosberg      | Mercedes                  | 1'11"815 | 1'11"373 | 1'10"838 | 2       |
| 3                           | 7  | Kimi Räikkönen    | Ferrari                   | 1'12"100 | 1'12"301 | 1'11"404 | 3       |
| 4                           | 33 | Max Verstappen    | Red Bull Racing-TAG Heuer | 1'11"957 | 1'11"834 | 1'11"485 | 4       |
| 5                           | 5  | Sebastian Vettel  | Ferrari                   | 1'12"159 | 1'12"010 | 1'11"495 | 5       |
| 6                           | 3  | Daniel Ricciardo  | Red Bull Racing-TAG Heuer | 1'12"409 | 1'12"047 | 1'11"540 | 6       |
| 7                           | 8  | Romain Grosjean   | Haas-Ferrari              | 1'12"893 | 1'12"343 | 1'11"937 | 7       |
| 8                           | 27 | Nico Hülkenberg   | Force India-Mercedes      | 1'12"428 | 1'12"360 | 1'12"104 | 8       |
| 9                           | 11 | Sergio Pérez      | Force India-Mercedes      | 1'12"684 | 1'12"331 | 1'12"165 | 9       |
| 10                          | 14 | Fernando Alonso   | McLaren-Honda             | 1'12"700 | 1'12"312 | 1'12"266 | 10      |
| 11                          | 77 | Valtteri Bottas   | Williams-Mercedes         | 1'12"680 | 1'12"420 | N.D.     | 11      |
| 12                          | 21 | Esteban Gutiérrez | Haas-Ferrari              | 1'13"052 | 1'12"431 | N.D.     | 12      |
| 13                          | 19 | Felipe Massa      | Williams-Mercedes         | 1'12"432 | 1'12"521 | N.D.     | 13      |
| 14                          | 26 | Daniil Kvjat      | Toro Rosso-Ferrari        | 1'13"071 | 1'12"726 | N.D.     | 14      |
| 15                          | 55 | Carlos Sainz Jr.  | Toro Rosso-Ferrari        | 1'12"950 | 1'12"920 | N.D.     | 15      |
| 16                          | 30 | Jolyon Palmer     | Renault                   | 1'13"259 | 1'13"258 | N.D.     | 16      |
| 17                          | 22 | Jenson Button     | McLaren-Honda             | 1'13"276 | N.D.     | N.D.     | 17      |
| 18                          | 20 | Kevin Magnussen   | Renault                   | 1'13"410 | N.D.     | N.D.     | 18      |
| 19                          | 94 | Pascal Wehrlein   | MRT-Mercedes              | 1'13"427 | N.D.     | N.D.     | 19      |
| 20                          | 31 | Esteban Ocon      | MRT-Mercedes              | 1'13"432 | N.D.     | N.D.     | 22      |
| 21                          | 9  | Marcus Ericsson   | Sauber-Ferrari            | 1'13"623 | N.D.     | N.D.     | 20      |
| 22                          | 12 | Felipe Nasr       | Sauber-Ferrari            | 1'13"681 | N.D.     | N.D.     | 21      |
| Tempo limite 107%: 1'16"516 |    |                   |                           |          |          |          |         |

In grassetto sono indicate le migliori prestazioni in Q1, Q2 e Q3.

## Gara

### Resoconto
Durante il giro di schieramento, la Haas di Romain Grosjean finisce contro le barriere. La partenza viene perciò ritardata di 10 minuti e la corsa parte in regime di safety car, a causa della pioggia e della scarsa visibilità.
Solo dopo sette giri, dietro alla vettura di sicurezza, parte la gara vera e propria, con Lewis Hamilton e Nico Rosberg che mantengono le posizioni di testa, mentre Max Verstappen supera Kimi Räikkönen per il terzo posto. Sebastian Vettel finisce in testacoda e rientra ai box per il cambio gomme, montando le intermedie e sprofondando così in classifica. Alcuni piloti, come Kevin Magnussen e Jenson Button, entrano ai box per montare gomme da bagnato intermedio.
Tre giri dopo, la Sauber di Marcus Ericsson va a schiantarsi contro le barriere dell'Arquibancadas, costringendo la chiusura della pit-lane (dove Daniel Ricciardo subirà una penalità per esservi entrato nonostante il divieto) e un nuovo ingresso della safety car. Alla ripartenza, Felipe Massa supera Esteban Gutiérrez, prima della linea di safety car: il pilota brasiliano verrà penalizzato con cinque secondi di penalità scontata al cambio gomme. La graduatoria vede sempre al comando Lewis Hamilton, davanti a Nico Rosberg, poi Räikkönen, nuovamente davanti a Verstappen, che ha montato anche lui gomme nuove, e da bagnato intermedio. Seguono le due Force India, poi Sainz, Nasr e Ricciardo.
Al giro 20, quando la direzione di gara dà nuovamente il via alla competizione, Kimi Räikkönen perde il controllo della vettura sul rettilineo principale, finendo in testa coda e rischiando di essere colpito dalle molte vetture sopraggiungenti, causando così la prima bandiera rossa del Gran Premio. La gara riparte dal giro 21 (e la direzione di gara impone a tutti i piloti l'uso di gomme da bagnato estremo) con Hamilton sempre in testa: dietro la classifica resta invariata, ad eccezione del finlandese della Ferrari, uscito di gara, e Nico Hülkenberg, che cambia ancora gli pneumatici, per una foratura. La gara verrà nuovamente neutralizzata dalla bandiera rossa, al giro 28, a causa della pioggia forte. Anche Daniil Kvjat si ritira, per essere stato tamponato, da Jolyon Palmer, in regime di safety car.
Dopo circa 35 minuti di interruzione, la gara riprende; al giro 32 Max Verstappen supera Rosberg, all'esterno della esse Senna, conquistando così la seconda posizione. Alcuni giri dopo, l'olandese perde il controllo della sua Red Bull Racing mentre percorre l'Arquibancadas, riuscendo comunque, con un grande controllo, a non finire in testacoda e, allo stesso tempo, a difendersi dall'attacco di Rosberg. Al giro 40 Ricciardo effettua un nuovo cambio gomme, e sconta la penalizzazione di 5 secondi inflittagli, per essere entrato nella pit lane, quando questa era chiusa, per l'incidente di Ericsson.
Intanto Vettel prosegue la sua rimonta dal fondo dello schieramento, passando prima Fernando Alonso e poi Felipe Nasr, ottenendo così il sesto posto; nel frattempo Verstappen entra ai box per montare le gomme intermedie, perdendo così la seconda posizione a vantaggio di Rosberg. L'olandese rientra in pista quinto, davanti a Vettel.
Al cinquantesimo giro vi è un nuovo ingresso della safety car, questa volta a causa dell'incidente di Felipe Massa. Al giro 54 Verstappen rientra ai box, questa volta per rimontare le gomme da bagnato; rientra così in pista all'undicesimo posto, dietro a Hamilton, Rosberg, Pérez, Sainz, Vettel, Nasr, Hülkenberg, Ocon, Kvjat e Ricciardo. Nei 16 giri rimasti, però, il pilota olandese riesce a compiere una grande rimonta che lo porta al 3º posto, dopo una lunga serie di sorpassi, gli ultimi su Vettel, e su Pérez, che deve cedere l'ultimo gradino del podio al penultimo giro, nonostante una strenua resistenza all'esterno. Nel frattempo Vettel riesce a superare Sainz, collocandosi così al quinto posto.
Non ci sono ulteriori sorprese fino al traguardo. Lewis Hamilton vince così il suo cinquantaduesimo Gran Premio, staccando Prost, nella classifica di tutti i tempi, e mantenendo viva la speranza del titolo iridato, che si deciderà all'ultima gara sul circuito di Abu Dhabi; l'inglese diventa il pilota ad aver vinto sul più alto numero di circuiti diversi, nel campionato mondiale di Formula 1, 24. Felipe Nasr, nono, porta alla Sauber i primi punti dal Gran Premio degli Stati Uniti d'America 2015. Max Verstappen ottiene il suo primo giro veloce, diventando così il più giovane pilota, nella storia della categoria, a ottenere questo risultato, a 19 anni, un mese e 14 giorni. Il precedente record risaliva al Gran Premio del Bahrain 2006, ed apparteneva a Nico Rosberg. La gara si conclude dopo oltre tre ore, diventando così la seconda gara più lunga, dopo il Gran Premio del Canada 2011, negli ultimi cinquant'anni.
In classifica piloti, Hamilton riduce a 12 le lunghezze di ritardo da Rosberg a un Gran Premio dalla fine del campionato; nella graduatoria costruttori, invece, la Red Bull conquista aritmeticamente il secondo posto, mentre la Sauber, grazie ai 2 preziosi punti ottenuti da Nasr, sopravanza la Manor nella lotta per il decimo posto.

### Risultati
I risultati del Gran Premio sono i seguenti:
| Pos | Nº | Pilota            | Costruttore               | Giri | Tempo/Ritiro                     | Griglia | Punti |
| --- | -- | ----------------- | ------------------------- | ---- | -------------------------------- | ------- | ----- |
| 1   | 44 | Lewis Hamilton    | Mercedes                  | 71   | 3h01'01"335                      | 1       | 25    |
| 2   | 6  | Nico Rosberg      | Mercedes                  | 71   | +11"455                          | 2       | 18    |
| 3   | 33 | Max Verstappen    | Red Bull Racing-TAG Heuer | 71   | +21"481                          | 4       | 15    |
| 4   | 11 | Sergio Pérez      | Force India-Mercedes      | 71   | +25"346                          | 9       | 12    |
| 5   | 5  | Sebastian Vettel  | Ferrari                   | 71   | +26"334                          | 5       | 10    |
| 6   | 55 | Carlos Sainz Jr.  | Toro Rosso-Ferrari        | 71   | +29"160                          | 15      | 8     |
| 7   | 27 | Nico Hülkenberg   | Force India-Mercedes      | 71   | +29"827                          | 8       | 6     |
| 8   | 3  | Daniel Ricciardo  | Red Bull Racing-TAG Heuer | 71   | +30"486                          | 6       | 4     |
| 9   | 12 | Felipe Nasr       | Sauber-Ferrari            | 71   | +42"620                          | 21      | 2     |
| 10  | 14 | Fernando Alonso   | McLaren-Honda             | 71   | +44"432                          | 10      | 1     |
| 11  | 77 | Valtteri Bottas   | Williams-Mercedes         | 71   | +45"292                          | 11      |       |
| 12  | 31 | Esteban Ocon      | MRT-Mercedes              | 71   | +45"809                          | 22      |       |
| 13  | 26 | Daniil Kvjat      | Toro Rosso-Ferrari        | 71   | +51"192                          | 14      |       |
| 14  | 20 | Kevin Magnussen   | Renault                   | 71   | +51"555                          | 18      |       |
| 15  | 94 | Pascal Wehrlein   | MRT-Mercedes              | 71   | +1'00"498                        | 19      |       |
| 16  | 22 | Jenson Button     | McLaren-Honda             | 71   | +1'21"994                        | 17      |       |
| Rit | 21 | Esteban Gutiérrez | Haas-Ferrari              | 60   | Elettronica                      | 12      |       |
| Rit | 19 | Felipe Massa      | Williams-Mercedes         | 46   | Incidente                        | 13      |       |
| Rit | 30 | Jolyon Palmer     | Renault                   | 20   | Collisione con D. Kvyat          | 16      |       |
| Rit | 7  | Kimi Räikkönen    | Ferrari                   | 19   | Incidente                        | 3       |       |
| Rit | 9  | Marcus Ericsson   | Sauber-Ferrari            | 11   | Incidente                        | 20      |       |
| NP  | 8  | Romain Grosjean   | Haas-Ferrari              | 0    | Incidente nel giro di formazione | –       |       |

## Classifiche mondiali

### Piloti
| Pos | Pilota            | Punti |
| --- | ----------------- | ----- |
| 1   | Nico Rosberg      | 367   |
| 2   | Lewis Hamilton    | 355   |
| 3   | Daniel Ricciardo  | 246   |
| 4   | Sebastian Vettel  | 197   |
| 5   | Max Verstappen    | 192   |
| 6   | Kimi Räikkönen    | 178   |
| 7   | Sergio Pérez      | 97    |
| 8   | Valtteri Bottas   | 85    |
| 9   | Nico Hülkenberg   | 66    |
| 10  | Fernando Alonso   | 53    |
| 11  | Felipe Massa      | 51    |
| 12  | Carlos Sainz Jr.  | 46    |
| 13  | Romain Grosjean   | 29    |
| 14  | Daniil Kvjat      | 25    |
| 15  | Jenson Button     | 21    |
| 16  | Kevin Magnussen   | 7     |
| 17  | Felipe Nasr       | 2     |
| 18  | Jolyon Palmer     | 1     |
| 19  | Pascal Wehrlein   | 1     |
| 20  | Stoffel Vandoorne | 1     |

### Costruttori
| Pos | Costruttore               | Punti |
| --- | ------------------------- | ----- |
| 1   | Mercedes                  | 722   |
| 2   | Red Bull Racing-TAG Heuer | 446   |
| 3   | Ferrari                   | 375   |
| 4   | Force India-Mercedes      | 163   |
| 5   | Williams-Mercedes         | 136   |
| 6   | McLaren-Honda             | 75    |
| 7   | Toro Rosso-Ferrari        | 63    |
| 8   | Haas-Ferrari              | 29    |
| 9   | Renault                   | 8     |
| 10  | Sauber-Ferrari            | 2     |
| 11  | MRT-Mercedes              | 1     |

## Decisioni della FIA
Felipe Massa, oltre alla penalità di cinque secondi comminatagli in gara, subisce la decurtazione di due punti sulla superlicenza per aver superato Esteban Gutiérrez prima della linea di safety car.